# Прерафаелити
Прерафаелитско братство или само прерафаелити (на английски: Pre-Raphaelite Brotherhood, съответно Pre-Raphaelites) е група английски художници, поети и критици от средата на 19 век, основана от Уилям Холман Хънт, Джон Миле и Данте Габриел Росети. Към тримата основатели скоро се присъединяват Уилям Майкъл Росети, Джеймс Колинсън, Фредерик Джордж Стивънс и Томас Уолнер.
Te са обединени от влечението им към естетиката на Средновековието и по-специално предшествениците на Рафаело Санти. Групата иска да отхвърли това, което смята за механистичен подход, възприет първо от маниеристите, които се появяват след Рафаел и Микеланджело. Те смятат, че класическите пози и елегантните композиции на Рафаел са оказали покварно влияние върху академичното преподаване на изкуството. Оттук идва и името прерафаелити. По-конкретно, те се противопоставят на влиянието на сър Джошуа Рейнолдс, основателя на Кралската академия на изкуствата. Прерафаелитите се стремят стилът да се доближава до детайлните, наситени с цветове и сложни композиции от периода на италианските Триченто и Куатроченто, от немските Назарени и фламандските художници, а също така от художниците на италианския Ренесанс като Ботичели и особено Рафаел, въпреки че прерафаелитите отричат това. Школата на прерафаелизма намира отражение в живописта, архитектурата и приложното изкуство.
Прерафаелитите са считани за първото авангардно движение в изкуството, но в същото време това се отрича, защото те продължават концепциите на историческата живопис и мимезис на природата като основна тема в изкуството. Въпреки това прерафаелитите безсъмнено се самоопределят като реформистко движение, създават отличително име за изкуството си и публикуват в. The Germ, за да популяризират идеите си.
Въпреки желанието на прерафаелитите да възвърнат силата на религиозната живопис, творчеството им оставя слаба следа в историята на изобразителното изкуство. Идеите им за сливане на всички видове изкуство обаче допринасят да се наложи схващането за книгата като художествено единство на текст, шрифт и илюстрация.
Сред най-видните представители на школата са художници като Данте Габриел Росети, Джон Ръскин, Уилям Морис, Едуард Бърн-Джоунс, Форд Мадокс Браун, Джон Колиър.

## Братството на прерафаелитите
През 1844 г. петнадесетгодишният Джон Еверет Миле учи в Кралската академия в Лондон. 
Там той се запознава със своя състудент Уилиям Холман Хънт, с който впоследствие стават близки приятели. Росети е ученик на Форд Мадокс Браун. Той се запознава с Хънт, след като вижда картината му „Навечерието на св. Агнес“, вдъхновена от едноименната поема на Кийтс. Като амбициозен поет Росети се стреми да развие връзката между романтическата поезия и изкуството. Братството на прерафаелитите (The Pre-Raphaelite Brotherhood, PRB) е създадено в къщата на родителите на Миле в Лондон, през 1848 г. На тази първа среща присъстват Миле, Хънт и Росети. До есента към тях се присъединяват още четирима члена, които формират седемчленното братство. Това са Уилям Майкъл Росети (брат на Данте), Джеймс Колинсън, Фредерик Джордж Стивънс и Томас Уолнер. Поканен е да се присъедини и Форд Мадокс Браун, но той предпочита да остане независим. Въпреки това Браун остава близо до Братството. Близки съмишленици са и някои други млади художници и скулптори, включително Чарлс Оустън Колинс, Томас Тъпър и Александър Мънро. Значим застъпник на движението става също така и младият Едуард Бърн-Джоунс. Към този кръг принадлежи и напълно забравеният днес Симеон Соломон, който по онова време бил смятан за гений и за когото Бърн-Джонс казва: „Соломон е най-големият художник от всички нас.“ Съществуването на Братството било пазено в тайна от членовете на Кралската академия.

## Ранни доктрини
Ранната доктрина на Братството се изразявала в четири правила:
1. Да имаме оригинални идеи, които да изразяваме;
2. внимателно да изучаваме Природата, за да знаем как да я изразим;
3. да споделяме това, което е честно и сериозно и прочувствено в миналото изкуство и да изключваме конвенционалното, автопародийността и наизустяването;
4. и най-важното, да създаваме наистина добри картини и статии.

Тези принципи нарочно са не-догматични, тъй като Братството иска да подчертае личната отговорност на всеки отделен артист да определи свои идеи и методи за изобразяване. Повлияни от романтизма, те смятат, че свободата и отговорността са неразделни. И въпреки това те са очаровани от средновековната култура и смятат, че тя притежава духовна и творческа цялост, която е изгубена в по-късно време. Този акцент върху средновековната култура е в разрез с определени принципи на реализма, които подчертават независимото наблюдение на природата. В този ранен етап Братството вярва, че тези два интереса са съвместими, но в по-късните си години движението се разделя и започва развитието му в различни насоки. Страната на реалистите е поддържана от Хънт и Миле, а тази на средновековието – от Росети и последователите му Едуард Бърн-Джоунс и Уилям Морис. Раздялата не е пълна, тъй като и двете групи вярват, че изкуството е духовно по своя характер и по този начин поставят своя идеализъм в противовес на материализма, свързван с Курбе и импресионизма.
Целта им преди всичко е да открият отново природата в рисуването и да черпят от нея, като се опитват да постигнат микроскопично точното ѝ изображение в рисунките. Прерафаелитите отхвърлят академичното рисуване, което по думите на Хънт създава само „восъчни фигури“, а не „живи същества“. Те искат да покажат естествения свят, използвайки светли и ясни техники върху бели платна. В опитите си да съживят великолепието на цветовете от Куатрочентото, Хънт и Миле развиват техника на рисуване на тънко напластяване на пигмент върху мокра повърхност. Надяват се, че по този начин цветовете ще запазят своята прозрачност и яснота. Този акцент върху цветовете е в противовес на масовата употреба на битум от по-ранните британски художници, като Рейнолдс, Дейвид Уилки и Бенджамин Хейдон. Битуменът създава нестабилни зони от кален мрак, ефект, който прерафаелитите ненавиждат.

## Публични противоречия
Първата изложба на творби на прерафаелитите е през 1849 г. „Изабела“ (1848 – 49) на Миле и „Риенци“ (1848 – 49) на Хънт са изложени в Кралската академия, а „Моминството на дева Мария“ на Росети е изложено в Хайд парк. Всички членове на Братството подписват творбите си с „PRB“ (Pre-Raphaelite Brotherhood). Между януари и април 1850 г. групата издава вестник „The Germ“ като целта му е да разпространява прерафаелитските идеи. Редактор е Уилям Росети, а във вестника са публикувани поезия от Росети, Улнер и Колинсън, както и есета за изобразителното изкуство и литературата от съмишленици на Братството като Ковънтри Патмор. Те успяват да издадат само четири броя. В краткосрочен план вестникът не пожънва особен успех.
През 1850 г. Братството на прерафаелитите предизвиква бурно вълнение с картината на Миле „Исус в къщата на родителите му“, която е счетена за богохулна от много хора, включително от Чарлз Дикенс. Очевидният средновековен похват е сметнат за назадничав, а отдадеността на детайла е заклеймена като грозотия, дразнеща окото. Според Дикенс Миле е показал светото семейство като алкохолици и бедняци, в изкривени и абсурни „средновековни“ пози. Друга група, наречена Кликата, съперничаща на прерафаелитите, също се изказва срещу Братството. Принципите на групата са публично атакувани от ректора на Академията сър Чарлс Лок Ийстлейк.
След тези спорове Колинсън напуска Братството. Групата се събира, за да обсъди дали не е по-добре Колинсън да бъде заместен от Чарлс Олстън Колинс или от Уолтър Деверел, но решение така и не е взето. След това групата се разпада, въпреки че влиянието им продължава да се усеща. Художниците, които са работили в този стил, продължават да използват същите техники, но вече не подписват творбите си с „PRB“.
Независимо от това Братството намира подкрепата на критика Джон Ръскин, който харесва отдадеността им на природата и отхвърлянето на конвенционалните методи на рисуване и композиция. От своя страна, Прерафаелитите са повлияни от теориите на Ръскин. В резултат от това критикът пише писмо до в. „Таймс“ в защита на творбите на Братството, а по-късно се среща с членовете му. Така настъпва промяна в общественото мнение, която донася на прерафаелитските художници и особено на Миле, признание и преди всичко нарастване на продажбите на произведенията им. Не на последно място за ускоряването на това допринася и „приятният“ стил на рисуване. Първоначално Ръскин фаворизира Миле, който пътува до Шотландия през лятото на 1853 г., заедно с Ръскин и жена му Ефи, за да рисува портрети на критика. Нарастващата привързаност на Ефи към Миле, заедно с други причини карат Ефи да напусне Ръскин, да анулира брака им с довода, че не е консумиран, и да се омъжи за Миле, което води до обществен скандал. След брака си Миле изоставя стила на прерафаелитите и Ръскин често яростно напада късните му творби. Независимо от всичко това, през 1853 г. Миле става асоцииран член на Кралската академията на изкуствата, две години по-късно – редовен член, а през 1896 г., е избран за ректор на академията.
Ръскин продължава да подкрепя Хънт и Росети. Освен това той осигурява независимо финансиране, за да подпомогне творбите на съпругата на Росети, Елизабет Сидал.

## Късни творби
След 1856 г. Данте Габриел Росети става вдъхновение на средновековното направление в течението. Той става връзката между двата типа рисуване (природа срещу Романтизъм) след като Братството се разделя в края на века. Въпреки че е най-слабо ангажиран с Братството, Росети поддържа името, но сменя разко стила му. Той започва да рисува версии на фатални жени (femme fatales), използвайки за модел Джейн Морис (в „Прозерпина“, „Синята копринена рокля“, „La Pia de' Tolomei“ и други). Творбите му силно повлияват съпруга ѝ Уилям Морис, в чиято фирма Росети става художник. Спекулира се по въпроса дали Росети е имал афера с Джейн. Форд Мадокс Браун и Едуард Бърнс-Джоунс също работят във фирмата на Морис и чрез нея идеите на групата на прерафаелитите повлияват на много вътрешни дизайнери и архитекти, които започват да проявяват интерес към средновековния дизайн и към други занаяти. Това води пряко до движението Изкуства и занаяти, оглавявано от Морис. Холман Хънт също се включва в това движение, за да реформира дизайна чрез компанията за керамика Дела Робия.
След 1850 г. Хънт и Миле се отдалечават от пряката имитация на средновековно изкуство. И двамата акцентират върху реалистичните и научни аспекти на движението, въпреки че Хънт продължава да подчертава и духовното значение на изкуството, опитвайки се да помири религията и науката като прави точни наблюдения и изследвания на различни места в Египет и Палестина за творбите си на библейска тематика. За разлика от него, след 1860 г. Миле изоставя идеите на прерафаелитите и възприема много по-широк и по-свободен стил, повлиян от Рейнолдс. Уилям Морис и останалите заклеймяват тази промяна на принципите.

## Влияние
Движението повлиява много от следващите британски артисти, включително и някои от 20 век. Сред творците, повлияни от прерафаелитите, са Джон Брет, Филип Калдерон, Артър Хюс, Гюстав Моро, Евелин Де Морган, Фредерик Сандис (който става част от кръга на прерафаелитите през 1857 г.) и Джон Уилям Уотърхаус. Форд Мадокс Браун, който се свързва с тях още от началото, често е считан за един от творците, най-стриктно придържащите съм към принципите на прерафаелитите. Един от последователите, който развива собствен отличителен стил, е Обри Биърдсли, който е повлиян предимно от Бърн-Джоунс.
Въпреки че братството не е съществувало дори десетилетие, прерафаелитския стил в рисуването се оказва решаващ за викторианска Англия и бил поддържан от английските художници до началото на първата световна война. В своето „Десето писмо от Манчестър“ (1857 г.) Теодор Фонтане пише: „Тук имаме зародиши за бъдещето и след процес на пречистване, може би един нов поглед върху изкуството.“
Прерафаелитите се появяват от отхвърлянето на стерилното академично рисуване на своето време. По друг начин от Назарените те имали не само религиозен устрем, а също се занимавали и със социалните аспекти на времето си. Прерафаелитите стоят в тясна връзка с по-късното движение на Уилиам Морис Изкуства и занаяти, както и с Естетизма и Югендстила. Росети впоследствие е смятан за един от предшествениците на европейския Символизъм.
В края на 20 век Братството на провинциалистите (Brotherhood of Ruralists) основава целите си на Прерафаелитизма, а стикистите и Бирмингамската група също черпят вдъхновение от него.
Бирмингамският музей и картинна галерия има богата колекция от творби на Бърн-Джоунс и на прерафаелити, които, според някои, силно са повлияли младия Дж. Р. Р. Толкин, който по-късно ще напише „Хобитът“ и „Властелинът на пръстените“, повлиян от същите митологични сцени, изобразени от прерафаелитите.
През 20 век артистичните идеали се променят и изкуството се отдалечава от изобразяването на реалността. Въпреки че прерафаелитите акцентират върху изобразяването на сцените с почти фотографска прецизност, техните творби са обезценени от много художници и критици. По-точно след Първата световна война британските модернисти свързват прерафаелитските творби с ограничените и мудни времена, в които са създадени. През 60-те години се наблюдава масово възраждане на Прерафаелитизма. Изложби и каталози с картини, кулминирали в изложбата в Тейт Бритън през 1984 г., възвръщат канона на прерафаелитските творби.

## Техника и стил на рисуване
Вдъхновен от късносредновековната италианска стенна живопис, пръв Хънт започва да използва близка до стенописта техника върху платното. Точно като стенните живописци и той трябва да рисува върху мокра мазилка, може да се работи само на откъси, при това тези единични отрязъци от картината трябва да се завършват на деня и поради изсъхването на мазилката не са възможни корекции. Така и Хънт рисува на откъси, които вече готови не могат да се поправят. Скоро това е заимствано и от другите прерафаелити. Те се доближават до стенната живопис, с това че работят върху мокър бял грунд, който придава на цветовете един необикновен блясък. Много преди импресионистите прерафаелитите вече рисуват на чист въздух, пленер. Микроскопично-точното изображение на природата дори и в задния план на картинните също е постигано под открито небе.
Колко далече стигат прерафаелитите със своя реализъм, показва една случка по повод създаването на Милевата „Офелия“: моделът Елизабет Сидал, която часове наред трябвало да лежи леко облечена във ваната, за да позира, се разболяла с опасност за живота от белодробно възпаление. Както рисуването на отрязъци, така също и бруталният и изключително детайлният реализъм на изображението във всички части на картината често я оставят да се „разпадне“. Получава се едва доловима вече мозайка от затворени в себе си части. Така обусловилото се равнинно-килимообразно въздействие на картините определя принципите на изобразяване на югендстила.
Техния стил на рисуване се отклонява най-силно от академичната практика с липсата на обли „класически“ рисунки и изобилие от стърчащи „готически“ форми.

## Колекции
Богати колекции с прерафаелитски творби има в галерията Тейт, музея Виктория и Албърт, Картинната галерия в Манчестър, галериите Лейди Левер, Уолкър, Бирмингамския музей и художествена галерия. Музеят на изкуствата в Делауеър притежава най-богатата колекция от прерафаелитско изкуство извън Обединеното кралство.
Андрю Лойд Уебър е почитател на творбите на прерафаелитите и 300 предмета от колекцията му са изложени в Кралската академия през 2003 г.
Националният тръст за обекти с историческа и природна стойност има колекции на значителна стойност в имението Уайтуик, Улвърхамптън и в Уелингтън Хол, Нортъмбърленд.

## Списък с творци

### Братство на прерафаелитите
- Джеймс Колинсън (художник)
- Уилям Холман Хънт (художник)
- Джон Миле (художник)
- Данте Габриел Росети (художник, поет)
- Уилям Майкъл Росети (критик)
- Фредерик Джордж Стивънс (критик)
- Томас Уолнер (скулптор, поет)

### Свързани творци и личности
| - Джон Брет (художник) - Форд Мадокс Браун (художник, дизайнер) - Ричард Бърчет (художник, възпитател) - Едуард Бърн-Джоунс (художник, дизайнер) - Чарлс Оустън Колинс (художник) - Франк Кадоган Коупър (художник) - Фани Корнфорт (модел) - Хенри Холидей (художник, стъклопис, илюстратор) - Уолтър Деверел (художник) | - Артър Хюс (художник, илюстратор на книги) - Роберт Мартино (художник) - Ани Милър (модел) - Джейн Морис (модел) - Луиза Берсфорд (художник и модел) - Мей Морис (шивачка и дизайнер) - Уилям Морис (дизайнер, писател) - Кристина Росети (поетеса и модел) - Джон Ръскин (критик) | - Фредерик Сандис (художник) - Томас Сидън (художник) - Фредерик Шийлдс (художник) - Елизабет Сидал (художник, поетеса и модел) - Симеон Соломон (художник) - Мари Спартали Стилман (художник) - Алгернън Чарлс Суинбърн (поет) - Хенри Уолис (художник) - Уилям Уиндъс (художник) |

### Слабо свързани творци
| - Софи Андерсън (художник) - Уейк Бейлис (художник) - Джордж Прайс Бойс (художник) - Джоана Мари Бойс (художник) - Фредерик Бъртън (художник) - Джулия Маргарет Камерън (фотограф) - Джон Колиър (художник) | - Евелин Де Морган (художник) - Фрнак Дикси (художник) - Джон Уилям Годуард (художник) - Томас Купър Гоч (художник) - Чарлс Едуард Хале (художник) - Едуард Робърт Хюз (художник) - Едмънд Лейтън (художник) | - Фредерик Лейтън (художник) - Чарлс Уилям Мичъл (художник) - Джоузеф Ноел Патън (художник) - Джон Уилям Уотърхаус (художник) - Джеймс Тисо (художник) - Джеймс Уислър (художник) - Обри Биърдсли (илюстратор) |